# Przełączka za Baranią Kopą
Przełączka za Baranią Kopą (słow. Sedlo za Baraňou kopou) – słabo wcięta i najbardziej wysunięta na północ przełęcz znajdująca się w Baraniej Grani w słowackiej części Tatr Wysokich. Przełączka za Baranią Kopą oddziela Baranią Kopę i Skrajny Barani Ząb – najbardziej wysuniętą na północ turnię spośród Baranich Zębów. Na Przełączkę za Baranią Kopą nie prowadzą żadne znakowane szlaki turystyczne, najdogodniej dostępna jest od północy i północnego wschodu (przy przejściu Baraniej Kopy) lub od wschodu wprost z Baraniego Bańdziocha.
Pierwszego wejścia na siodło Przełączki za Baranią Kopą dokonali Zygmunt Klemensiewicz, Jerzy Maślanka i Rudolf Nałęcki przy przejściu Baraniej Grani 24 sierpnia 1923 r.